# Maggot Brain
A Maggot Brain a Funkadelic  amerikai zenekar 1971-es albuma, amelyet a Westbound Records jelentetett meg.
Az alapvetően funk zenekar szülőatyjának, George Clintonnak többek között olyan zenekarok felfedezését is köszönhetjük, mint a Red Hot Chili Peppers.  A zenei stílusok keveredése és ugyanakkor ezek összessége alkotta meg ezt a pszichedelikus-rockos-soulos gospel zenét. 2003-ban a Rolling Stone magazin Minden idők 500 legjobb albuma listáján a 486. helyen szerepelt. Szerepel az 1001 lemez, amit hallanod kell, mielőtt meghalsz című könyvben.

## Az album dalai
|    | Cím                                 | Szerző(k)                                | Hossz |
| -- | ----------------------------------- | ---------------------------------------- | ----- |
| 1. | Maggot Brain                        | George Clinton, Eddie Hazel              | 10:20 |
| 2. | Can You Get to That                 | Clinton, Ernie Harris                    | 2:50  |
| 3. | Hit It And Quit It                  | Clinton, Billy Bass Nelson, Garry Shider | 3:50  |
| 4. | You and Your Folks, Me and My Folks | Clinton, Judie Jones, Bernie Worrell     | 3:36  |
| 5. | Super Stupid                        | Clinton, Hazel, Nelson, Tawl Ross        | 3:57  |
| 6. | Back in Our Minds                   | Fuzzy Haskins                            | 2:38  |
| 7. | Wars of Armageddon                  | Clinton, Tiki Fulwood, Ross, Worrell     | 9:42  |

| 8.  | Whole Lot of BS                                  | Clinton, Worrell | 2:11 |
| 9.  | I Miss My Baby                                   | Haskins          | 5:02 |
| 10. | Magott Brain (alternatív mix, rögzítve 1971-ben) | Hazel, Clinton   | 9:35 |

## Helyezések
| Év   | Lista (Billboard)      | Helyezés |
| ---- | ---------------------- | -------- |
| 1971 | Pop Albums             | 108      |
| 1971 | Black Albums           | 14       |
| 1990 | Top R&B/Hip-Hop Albums | 92       |

## Közreműködők
- Eddie Hazel – szólógitár
- Tawl Ross – ritmusgitár
- Bernie Worrell – billentyűk
- Billy Bass Nelson – basszusgitár
- Tiki Fulwood – dob
- Parliament (George Clinton, Fuzzy Haskins, Calvin Simon, Grady Thomas, Ray Davis), Garry Shider, Bernie Worrell, Tawl Ross, Eddie Hazel, Billy Bass Nelson – ének

## Fordítás
Ez a szócikk részben vagy egészben a Maggot Brain című angol Wikipédia-szócikk ezen változatának fordításán alapul.  Az eredeti cikk szerkesztőit annak laptörténete sorolja fel. Ez a jelzés csupán a megfogalmazás eredetét és a szerzői jogokat jelzi, nem szolgál a cikkben szereplő információk forrásmegjelöléseként.